# Franco Ferreiro
Franco Ferreiro (Uruguaiana, 1 de julho de 1984) é um tenista profissional brasileiro, por duas vezes finalista em duplas de torneios da Associação de Tenistas Profissionais (ATP). Atualmente treina com Rodrigo Ferreiro, irmão e técnico.

## Trajetória esportiva
Desde os tempos de juvenil, Ferreiro é cotado como grande promessa, mas ostenta um jogo irregular, onde um dia pode vencer um jogador de alto nível, e no outro perde pra um jogador de baixo nível. No círculo tenístico brasileiro é conhecido por ser um tenista de talento, porém as constantes lesões o fizeram parar cedo demais.
Profissionalizou-se em 2002 mas, no ano 2000, já havia jogado seu primeiro torneio. Foi considerado uma revelação no início de carreira, em 2003, obtendo rápida ascensão, porém ficou estagnado no nível Challenger, entre os 150 e 300 melhores do mundo, culminando por despencar no ranking em 2007. Em novembro do mesmo ano venceu a etapa de Assunção da Copa Petrobras de Tênis, fazendo uma campanha impecável, subindo 95 posições no ranking da ATP, voltando a ser um dos melhores tenistas no circuito à época. 
Em 2009, após disputar apenas um torneio oficial em todo o ano, Ferreiro resolveu repentinamente disputar o ATP 250 de Buenos Aires, realizado em fevereiro, e lá obteve o melhor resultado de sua carreira: a chegada às quartas-de-final, ao vencer três jogadores no qualifying e derrotar dois tenistas na chave principal: Iván Navarro e Pablo Cuevas; só conseguiu ser parado pelo top 20 Tommy Robredo. Motivado, começou a realizar boas campanhas. Nesse ano fez também sua estreia na Copa Davis, enfrentando Santiago Giraldo, nº 1 da Colômbia, em Tunja, conseguindo a vitória por 3 sets a 1. Também obteve a primeira classificação para um Grand Slam de sua vida, ao furar o qualificatório de Roland Garros, onde jogou com o top 30 Feliciano López, perdendo por 3 sets a 2 num jogo extremamente disputado. Porém, após isto, não obteve mais bons resultados em simples, praticamente abandonando esta modalidade - em 2010 só jogou oito torneios de simples e, em 2011, apenas quatro.
Em 2010 passou a priorizar as duplas, onde já vinha obtendo alguns resultados significativos. Em agosto passou a fazer parceria fixa com André Sá. No total, Ferreiro obteve oito títulos de Challengers em duplas em 2010, cinco com André Sá.
Em 2011, junto com André Sá, participou pela primeira vez de um Grand Slam de duplas, no Australian Open; e no ATP 250 de Buenos Aires, Ferreiro chegou pela primeira vez à final de um torneio ATP, perdendo a decisão da chave de duplas para a parceria formada por Oliver Marach e Leonardo Mayer. Em agosto, a dupla Sá/Ferreiro foi vice-campeã do ATP 250 de Kitzbuhel. Em outubro, ganhou o Challenger de São Leopoldo junto com Rubén Ramírez Hidalgo. Foi durante esta temporada que Ferreiro chegou ao seu melhor ranking de duplas da ATP, o 53º lugar. Porém, após este torneio, jogou muito pouco.
De acordo com o site da ATP, Franco Ferreiro participou do challenger Aberto de São Paulo, na primeira semana de 2012, jogando na chave de duplas, e tendo como parceiro o gaúcho Marcelo Demoliner. Ferreiro, então número 66 no ranking de duplas, foi eliminado na primeira rodada pelo eslovaco Jozef Kovalik e pelo também brasileiro José Pereira (parceria vice-campeã do torneio), por dois sets a um, com parciais de 2-6, 6-3 e 10-8. O site da ATP ainda informava, na listagem divulgada semanalmente, que a última vez que o nome de Franco Ferreiro apareceu foi na semana de 29 de outubro de 2012, como número 593 no ranking de duplas. Desde então, este foi o último registro sobre o jogador como profissional.
Em 2015, ele recebeu convite para jogar o torneio de duplas do Challenger de Porto Alegre, denominado Aberto de Tênis do Rio Grande do Sul, realizado na semana de 28 de setembro a 4 de outubro. Tendo como parceiro o argentino Máximo González, Ferreiro foi vencido logo na primeira rodada pela dupla formada pelo sueco Christian Lindell (nascido no Rio de Janeiro) e José Pereira, irmão mais novo de Teliana Pereira, por dois sets a um (5-7, 6-2 e 10-5).

## Ranking
- Atual ranking de simples: -
- Melhor ranking de simples: 136° (4 de agosto de 2008)
- Atual ranking de duplas: 91°
- Melhor ranking de duplas: 53° (28 de fevereiro de 2011)

## Evolução do ranking de simples
Ranking da última semana de cada ano:
- 2002: nº 915 do mundo
- 2003: nº 261 do mundo
- 2004: nº 229 do mundo
- 2005: nº 242 do mundo
- 2006: nº 266 do mundo
- 2007: nº 238 do mundo
- 2008: nº 181 do mundo
- 2009: nº 187 do mundo
- 2010: nº 741 do mundo

## Evolução do ranking de duplas
Ranking da última semana de cada ano:
- 2003: nº 768 do mundo
- 2004: nº 204 do mundo
- 2005: nº 148 do mundo
- 2006: nº 294 do mundo
- 2007: nº 251 do mundo
- 2008: nº 192 do mundo
- 2009: nº 260 do mundo
- 2010: nº 74 do mundo

## Finais de ATP

### Duplas 2 (0-2)
| Resultado    | No. | Data                    | Torneio                 | Superfície | Parceiro | Oponentes na final                  | Placar              |
| Vice-campeão | 1.  | 20 de fevereiro de 2011 | Buenos Aires, Argentina | Saibro     | André Sá | Oliver Marach Leonardo Mayer        | 6-7(6/8), 3-6       |
| Vice-campeão | 2.  | 6 de agosto de 2011     | Kitzbühel, Áustria      | Saibro     | André Sá | Daniele Bracciali Santiago González | 6-7(1/7), 6-4, 9-11 |

## Títulos mais importantes

### Simples
- 2007 campeão do Challenger de Assunção sobre Martín Vassallo Argüello
- 2006 campeão do Challenger de Gramado sobre Thiago Alves

### Duplas
- 2011 Challenger de São Leopoldo, Brasil com o espanhol Rubén Ramírez Hidalgo
- 2011 Challenger de Santos, Brasil com o brasileiro André Sá
- 2011 Challenger de Blumenau, Brasil com o brasileiro André Sá
- 2011 Challenger de São Paulo, Brasil com o brasileiro André Sá
- 2010 Challenger de São Paulo, Brasil com o brasileiro André Sá
- 2010 Challenger de Bogotá, Colômbia com o brasileiro André Sá
- 2010 Challenger de Salvador, Brasil com o brasileiro André Sá
- 2010 Challenger de Brasília, Brasil com o brasileiro André Sá
- 2010 Challenger de Segóvia, Espanha com o brasileiro Thiago Alves
- 2010 Challenger de Scheveningen, Holanda com o indiano Harsh Mankad
- 2010 Challenger de Blumenau, Brasil com o brasileiro André Sá
- 2010 Challenger de Bogotá, Colômbia com o mexicano Santiago Gonzalez
- 2009 Challenger de São Paulo, Brasil com o brasileiro Ricardo Mello
- 2008 Challenger de Montevidéu, Uruguai com o brasileiro Flávio Saretta
- 2008 Challenger de Aracaju, Brasil com o argentino Juan-Martin Aranguren
- 2008 Challenger de Sófia, Bulgária com o argentino Mariano Puerta
- 2007 Challenger de Reggio Emilia, Itália com o argelino Lamine Ouahab
- 2006 Challenger de Gramado, Brasil com o uruguaio Martin Villarubi
- 2005 Challenger de Turim, Itália com o argentino Sergio Roitman